# Tylpänkari
Tylpänkari är en ö i Finland. Den ligger i Skärgårdshavet och i kommunen Tövsala i den ekonomiska regionen  Nystadsregionen i landskapet Egentliga Finland, i den sydvästra delen av landet. Ön ligger omkring 48 kilometer väster om Åbo och omkring 200 kilometer väster om Helsingfors.
Öns area är 1,8 hektar och dess största längd är 290 meter i nord-sydlig riktning. I omgivningarna runt Tylpänkari växer i huvudsak barrskog.